# موس سایت
latitudeموس سایتlongitudeموس سایت
موس سایت (به انگلیسی: Moss Side) یک شهرک در بریتانیا است که در انگلستان واقع شده‌است.

## خصوصیات
موس سایت ۱۷٬۵۳۷ نفر جمعیت دارد.